# Kyle Gallner
Kyle Steven Gallner (ur. 22 października1986 w West Chester) – amerykański aktor. Odtwórca roli Cassidy’ego „Beavera” Casablancasa w serialu młodzieżowym Weronika Mars (2005–2006). 

## Życiorys
Urodził się w West Chester w Pensylwanii jako syn Mary Jane i Larry’ego Gallnera. Jego ojciec był pochodzenia żydowskiego. W wieku czterech lat przeszedł operację serca. Kształcił się w East High School w rodzinnej miejscowości.
Zaczął występować pod wpływem swojej starszej siostry, po tym jak brał udział w jej przesłuchaniach. Debiutował na małym ekranie w odcinku serialu NBC Brygada ratunkowa (Third Watch) – pt. „Młodzi mężczyźni i ogień...” („Young Men and Fire...”, 2000). W komedii satyrycznej Mokre gorące amerykańskie lato (Wet Hot American Summer, 2001) z Janeane Garofalo został obsadzony w roli kumpla Bobby’ego. Powrócił do telewizji w serialu CBS Dotyk anioła (Touched By an Angel, 2003) wcielając się w rolę Josha, świadka wypadku drogowego, w którym prostytutka niechętna jest do wydania swojego przyjaciela jako mordercy. W dramacie historycznym Craiga Gillespiego Czas próby (The Finest Hours, 2016) u boku Chrisa Pine’a i Bena Fostera wystąpił jako maszynista trzeciej klasy Andy Fitzgerald.
12 grudnia 2015 zawarł związek małżeński z Tarą Ferguson. Mają dwóch synów: Olivera Michaela (ur. 2013) i Leo Greya (ur. 2014).

## Filmografia

### Filmy
- 2005: Red Eye jako brat dziecka ze słuchawkami
- 2008: Gardens of the Night jako Szczurochłopak
- 2009: Udręczeni jako Matt Campbell
- 2009: Zabójcze ciało jako Colin Gray
- 2010: Koszmar z ulicy Wiązów jako Quentin Smith
- 2010: Piękny chłopak jako Sammy
- 2011: Czerwony stan jako Jarod
- 2012: Wyjść na prostą jako Owen Hannah
- 2013: Piękne istoty jako Larkin Raverwood
- 2013: CBGB jako Lou Reed
- 2014: Snajper jako Goat-Winston
- 2016: Czas próby jako Andy Fitzgerald
- 2020: Kolacja po amerykańsku jako Simon
- 2022: Krzyk V jako Vince Schneider
- 2022: Uśmiechnij się jako Joel
- 2023: Pasażer jako Benson

### Seriale
- 2000: Brygada ratunkowa jako Raleigh
- 2002: Prawo i porządek: sekcja specjalna jako Marc Lesinski
- 2003: Dotyk anioła jako Josh
- 2004: Bez pardonu jako Brian Johnson
- 2004; 2007; 2009: Tajemnice Smallville jako Bart Allen / Impulse
- 2005: Potyczki Amy jako Zachary Pettit
- 2007: Prawo i porządek: sekcja specjalna jako Shane Mills
- 2005–2006: Weronika Mars jako Cassidy „Beaver” Casablancas
- 2006: Dowody zbrodni jako Cameron Coulter
- 2006: Kości jako Jeremy Farrell
- 2006: Krok od domu jako Jacob Towers
- 2006–2007: Trzy na jednego jako Jason Embry
- 2006–2010: CSI: Kryminalne zagadki Nowego Jorku jako Reed Garrett
- 2007: Podkomisarz Brenda Johnson jako Eric Wallace
- 2008: The Shield: Świat glin jako Lloyd Denton
- 2012: Zabójcze umysły jako James Heathridge
- 2013: Żywe trupy jako Zach
- 2016–2017: Outsiders jako Hasil Farrell